# ノヴム・オルガヌム

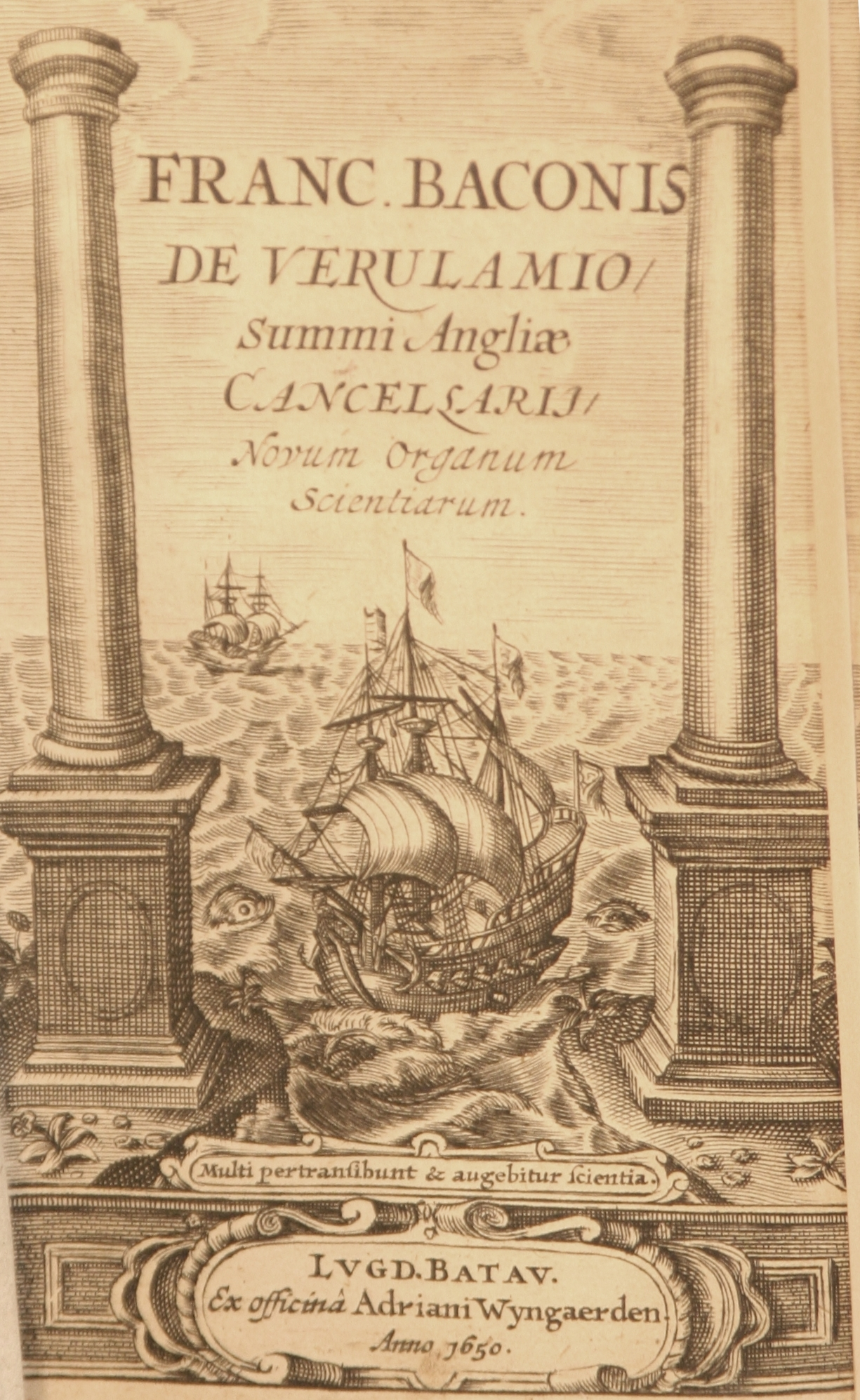
『ノヴム・オルガヌム』の表紙

『ノヴム・オルガヌム』(羅: Novum Organum, 「新しい-オルガノン」)とは、1620年にイギリスの哲学者フランシス・ベーコンにより発表された哲学の著作である。

## 概要
本書はベーコンが6部作で書き上げる予定であった『大刷新』(『Instauratio Magna』（Great Renewal）、『大復興』『大革新』とも)の第2部としてラテン語で執筆された著作であり、主題はアリストテレスの著作『オルガノン』を考慮して命名したもの。ベーコンは政界での生活の中で得られた哲学的成果をまとめ、本書で新しい帰納法についての哲学的な基礎を示すことを試みており、イギリス国王に「この著作は新しい論理学にほかならず、帰納法によって思考し判断することを教える」ものであるとして本書を捧げている。本書は2巻から構成されており、前巻130章と後巻52章の章立てで成り立っている。
ベーコンはこれまでの学問が素朴な実感や僅かな経験から飛躍して一般原理を設け、そこから論理的な演繹法によって考察を進めるが、それは人間の実際の生活に寄与する学説とはなりえないと批判する。人間の悟性は四種類のイドラ(idola)の観念によって誤って方向付けられていることを指摘する。種族のイドラは人間本性そのものに起因して発生する偏見であり、対象を人間に理解できる形に変化させる傾向があるとする。また洞窟のイドラについては個々人が性格や環境、教育などによって妄想を抱いており、洞窟の中から外界を眺めることで対象の見方がゆがめられていると述べる。市場のイドラについては、人間相互が社会活動の中で接触することによって発生する偏見であり、言語を適切に使用することができないにもかかわらず不適切な言語に支配されてしまう場合があると考える。そして劇場のイドラとは既存の哲学における権威ある学説により生じる偏見であり、このイドラにより学者は先入観を持って自然を観察してしまう。人間の思索はイドラによって支配されており、これを排除することが重要であることをベーコンは主張する。
ベーコンは古代のギリシア哲学や中世のスコラ哲学を批判して具体的な成果を挙げていないと評価する。ベーコンの見解によれば、このような学問の不振の原因とは方法論の問題がある。科学にはコロンブスが新大陸を発見したような新しい成果を挙げる余地が多分に残されている。独断を避けて客観的な観察と組織的な実験を行い、そして集められた情報を帰納法によって整理することで正しい解析に到達することができるとする。

## 構成
- 序文
- 第1巻 「自然解明と人間支配についてのアフォリズム」 - 130の格言から成る。ただし、進むにつれて、説明調の長文も頻出するようになる。
- 第2巻 「自然解明と人間支配についてのアフォリズム 第2巻」 - 52の格言から成る。

## 内容
ベーコンは、知識や学問をけっして目的とは考えなかった。それはあくまでも、他の目的を達成するための手段であるとした。また彼は、人間は自然を観察し、自然に親しむことによって自然についての知識を得て、その知識によって自然を支配できるとした。そしてその自然の力を利用することで、人間の生活を改善し、人間に幸福をもたらすことが可能になると主張した。真の知識とは、幸福を実現する力をもつ知識であり、「知は力なり」の真意もここにある。
自然を本当に知るためには、人間の陥りやすい先入観や偏見を取りのぞく必要がある。ベーコンはそれらの先入観や偏見を「イドラ」(偶像)とよんだ。イドラには4種類あるが、それらを取りのぞいたのちに、観察と実験によっていろいろの事実を確かめ、検証し、そのなかに法則を見出していかなければならないとした。この方法が実験的方法、すなわち「帰納法」とよばれるもので、近代科学を推進させる基本的な方法となった。

## 訳書
- 『ノヴム・オルガヌム―新機関』 ベーコン著、桂寿一訳 岩波文庫、1978年